# 三浦村 (広島県)
三浦村（みうらむら）は、広島県御調郡にあった村。現在の尾道市の一部にあたる。

## 地理
- 海洋：瀬戸内海
- 島嶼：因島[1]

## 歴史
- 1889年（明治22年）4月1日、町村制の施行により、御調郡外浦、鏡浦、椋浦が合併して村制施行し、三浦村が発足[1][2]。
- 1948年（昭和23年）5月3日、三浦村を二分割し、大字外浦・鏡浦を中庄村に、大字椋浦を三庄町にそれぞれ編入して廃止された[1][2]。

## 産業
- 漁業[3]、海運、塩業[4]

## 交通

### 港湾
- 鏡浦漁港[3]